# Norah Neilson Gray
Norah Neilson Gray (Helensburgh, 16 de junho de 1882 — Glasgow 27 de maio de 1931) foi uma pintora escocesa. Ela expôs pela primeira vez na Academia Real Inglesa quando ainda era estudante e depois exibiu obras regularmente no Salão de Paris e na Academia Real Escocesa. Ela era um membro do The Glasgow Girls cujas pinturas foram exibidas em Kirkcudbright em julho e agosto de 2010.

## Início de vida
Gray nasceu em Carisbrook na West King Street em Helensburgh em 1882, filha de George Gray, um armador de Glasgow, e Norah Neilson, que era de uma família de leiloeiros de Falkirk. Ela foi inicialmente educada por duas professoras de arte locais particulares, Misses Park e Ross, em um estúdio em Craigendoran, fora de Helensburgh. Gray e a sua família mudaram-se então para Glasgow em 1901 para que ela pudesse frequentar a Escola de Arte de Glasgow até 1906. Ela treinou com o belga Jean Delville e Francis Henry Newbery. Em 1905, quando ainda era estudante, Gray teve um retrato que fez de sua irmã Gerty aceito para exibição na Academia Real em Londres. Ela ensinava desenho de litografia de moda na escola desde 1906.
Gray também ensinou em St. Columba's em Kilmacolm, que na época era uma escola para garotas. Dizem que Gray foi apelidada de "Purple Patch", por causa de sua insistência de que as cores poderiam ser vistas nas sombras se você olhasse corretamente. Em 1910, Gray exibia regularmente retratos na Academia Real, no Royal Glasgow Institute of Fine Arts e no Salão de Paris. Ela tinha seu próprio estúdio na Bath Street em Glasgow e fez sua primeira exposição individual na Warneuke's Gallery em Glasgow.
Em 1914, Gray foi eleita membro da Royal Scottish Society of Painters in Watercolor e ilustrou um volume da obra de Wordsworth. Gray adotou uma técnica pontilhista para sua pintura de 1914, The Missing Trawler, agora na coleção da Kelvingrove Art Gallery and Museum.

## Primeira Guerra Mundial

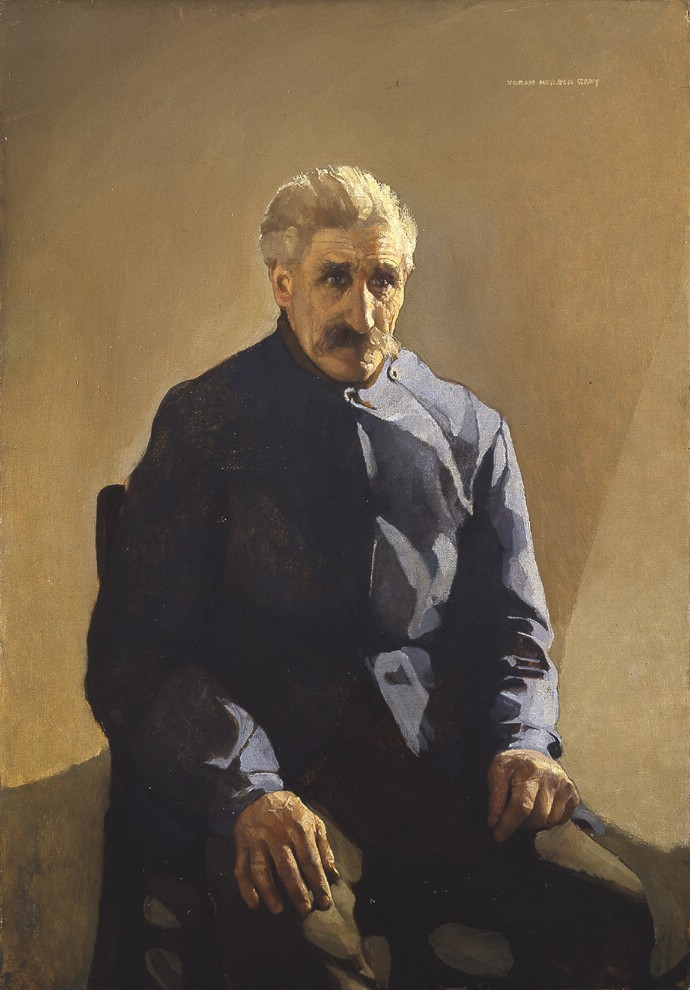
O Refugiado Belga

Gray produziu alguns de seus trabalhos mais notáveis durante o período da Primeira Guerra Mundial. The Country's Charge, de 1915, retrata uma mulher e uma criança enroladas em um xale. A pintura foi exposta na Academia Real e vendida em benefício da Cruz Vermelha e depois doada ao Royal Free Hospital. Seu quadro O Refugiado Belga, concluído em 1915, mostra um refugiado belga de Liège que fugiu para a Escócia depois que seu país foi invadido. A pintura foi exibida em Glasgow em 1916, na Academia Real em 1917 e no Salão de Paris em 1921, onde foi premiada com a Medalha de Bronze.
Durante a guerra, Gray foi voluntária como enfermeira no Scottish Women's Hospitals e foi enviada para a França, onde também encontrou tempo para pintar e desenhar. Uma pintura Hôpital Auxilaire 1918 daquela época foi oferecida ao Imperial War Museum mas a Subcomissão de Trabalho Feminino do Museu recusou-se a aceitá-la e solicitou uma pintura mostrando uma mulher médica em seu lugar. Hôpital Auxilaire 1918 mostra a abóbada da Abadia de Royaumont do século XIII, perto de Paris, onde as mulheres organizaram um hospital para tratar as vítimas da guerra. O hospital era administrado por hospitais femininos escoceses, sob a direção da Cruz Vermelha Francesa. Sua segunda pintura da Abadia de Royaumont, intitulada O The Scottish Women's Hospital em Royaumont. Dra. Frances Ivens Inspecionando um Doente Francês foi aceita pelo Imperial War Museum em 1920.

## Vida posterior
Após a Primeira Guerra Mundial, Gray voltou a trabalhar como retratista, pintando mais comumente mulheres e crianças. Em 1923, Gray ganhou a Medalha de Prata no Salão de Paris por sua pintura Le Jeune Fille. Gray foi escolhida para ser a primeira mulher a se juntar ao influente comitê do Royal Glasgow Institute of the Fine Arts. Gray morreu em Glasgow aos 48 anos em 27 de maio de 1931 de câncer.

## Legado
As pinturas de Gray estão em várias coleções nacionais. De junho a agosto de 2010 houve uma exposição das Glasgow Girls que, junto com os meninos, formaram a Escola de Glasgow. As pinturas de Gray foram incluídas na exposição em Kirkcudbright Town Hall. A pintura Irmãozinho está na Galeria de Arte Kelvingrove. Em 1978, sua irmã, Tina, deixou o Hôpital Auxilaire 1918 para Helensburgh cna condição de ser encontrado um lugar permanente para o exibir. O quadro está agora pendurado na biblioteca da cidade.